# Vietnam en los Juegos Olímpicos de Helsinki 1952
Vietnam estuvo representado en los Juegos Olímpicos de Helsinki 1952 por ocho deportistas masculinos que compitieron en cinco deportes.
El equipo olímpico vietnamita no obtuvo ninguna medalla en estos Juegos.